# Jean-Édouard Bodziak
Jean-Édouard Bodziak, né en 1973, est un acteur de théâtre et de cinéma français.
Il est notamment connu pour le rôle de Calot dans la série française Au service de la France.

## Biographie
Formé au Théâtre National de Strasbourg (Promotion 2001), il débute au théâtre, passe par la mise en scène de cirque pour finalement rencontrer Jalil Lespert qui le fait jouer dans ses films.

## Filmographie

### Cinéma

#### Longs métrages
- 2005 : Thank God d'Anton Solnitzki
- 2006 : Itinéraires de Christophe Otzenberger : Patrick
- 2011 : Des vents contraires de Jalil Lespert : le lieutenant Bardas
- 2014 : Yves Saint Laurent de Jalil Lespert : Bernard Buffet[2]
- 2017 : L'Amant double de François Ozon : le jeune psychanalyste
- 2021 : OSS 117 : Alerte rouge en Afrique noire de Nicolas Bedos : Jean-René Calot

#### Courts métrages
- 2004 : Hautement populaire de Philippe Lubac
- 2005 :  Un dernier vers de Bérénice André
- 2009 : Éva veut bien de Philippe Lubac : Bernard
- 2010 : Hanae de Catherine Meyer-Baud : Paul
- 2021: D'or de Marion Cavat: René

### Télévision
- 2008 : Scalp (série télévisée) de Xavier Durringer (saison 1, 8 épisodes) : le négociateur PIT (épisodes 1 Chute libre et 2 St Martin)
- 2008 : Baptêmes du feu (téléfilm) de Philippe Venault : Sergent
- 2010 : La Tueuse (téléfilm) de Rodolphe Tissot : Jérôme
- 2015 : Au service de la France (série télévisée) d'Alexandre Courtès (saison 1, 12 épisodes) : Jean-René Calot
- 2018 : Au service de la France (série télévisée) d'Alexis Charrier (saison 2, 12 épisodes) : Jean-René Calot

## Théâtre
- 2019 : Contes et Légendes de Joël Pommerat[2].

## Œuvres radiophoniques
- 2024 : La Chute de Lapinville, de Benjamin Abitan, Wladimir Anselme et Laura Fredducci (Arte Radio) : Rico[3]